# Пожитково (посёлок разъезда)
Пожитково, Посёлок разъезда Пожитково — посёлок в Троицком административном округе Москвы (до 1 июля 2012 года был в составе Наро-Фоминского района Московской области). Входит в состав поселения Киевский.

## География
Посёлок разъезда Пожитково находится примерно в 31 км к западу от центра города Троицка. Рядом с посёлком (у южной границы) проходит линия Большого кольца МЖД и расположена станция Пожитково. Ближайшие населённые пункты — деревни Пожитково и Бекасово.

## Топоним
Образовавшийся при разъезде посёлок получил название по расположенной неподалёку деревне Пожитково. Название деревни, предположительно, произошло от некалендарного личного имени Пожиток.

## История
Железнодорожный разъезд на участке Кубинка I — Бекасово I появился в 1943 году.

## Население
| 2002 | 2010 |
| ---- | ---- |
| 7    | ↗14  |

Согласно Всероссийской переписи, в 2002 году в посёлке проживало 7 человек (2 мужчины и 5 женщин). По данным на 2005 год, в посёлке проживало 5 человек.

## Транспорт
К посёлку идёт единственная щебневая автодорога по просеке ЛЭП (по состоянию на 11.10.2019 — дорога асфальтовая, но очень узкая). Поворот на неё находится при движении от СНТ у станции Бекасово-1 на север через северный переезд, у ЛЭП налево. По этой дороге через западный переезд, деревни Бекасово, Пожитково, переезд у пл. Зосимова Пустынь можно попасть на Киевское шоссе недалеко от южной границы Москвы.

## Галерея

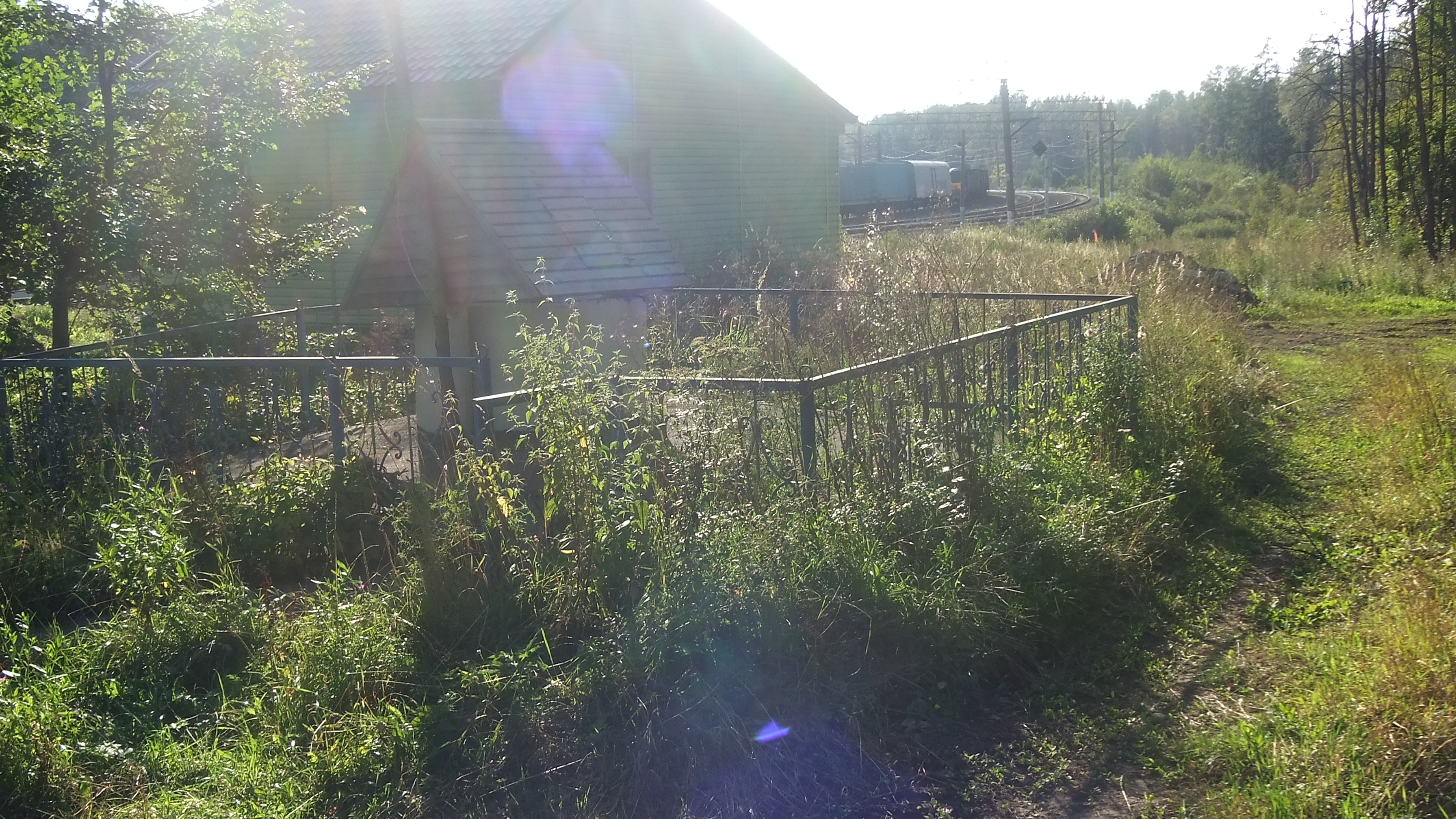
Дома в посёлке
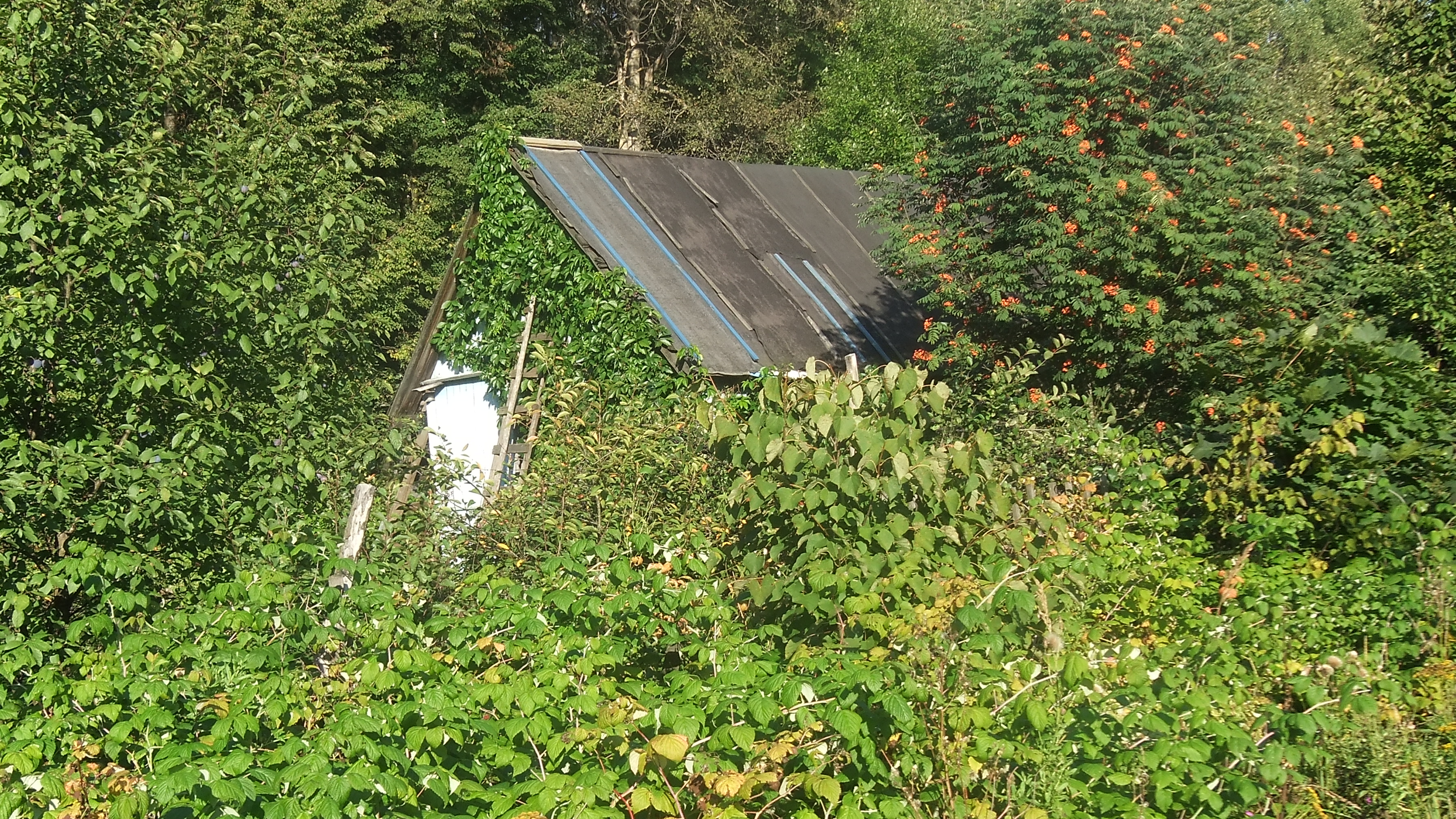
Дома в посёлке
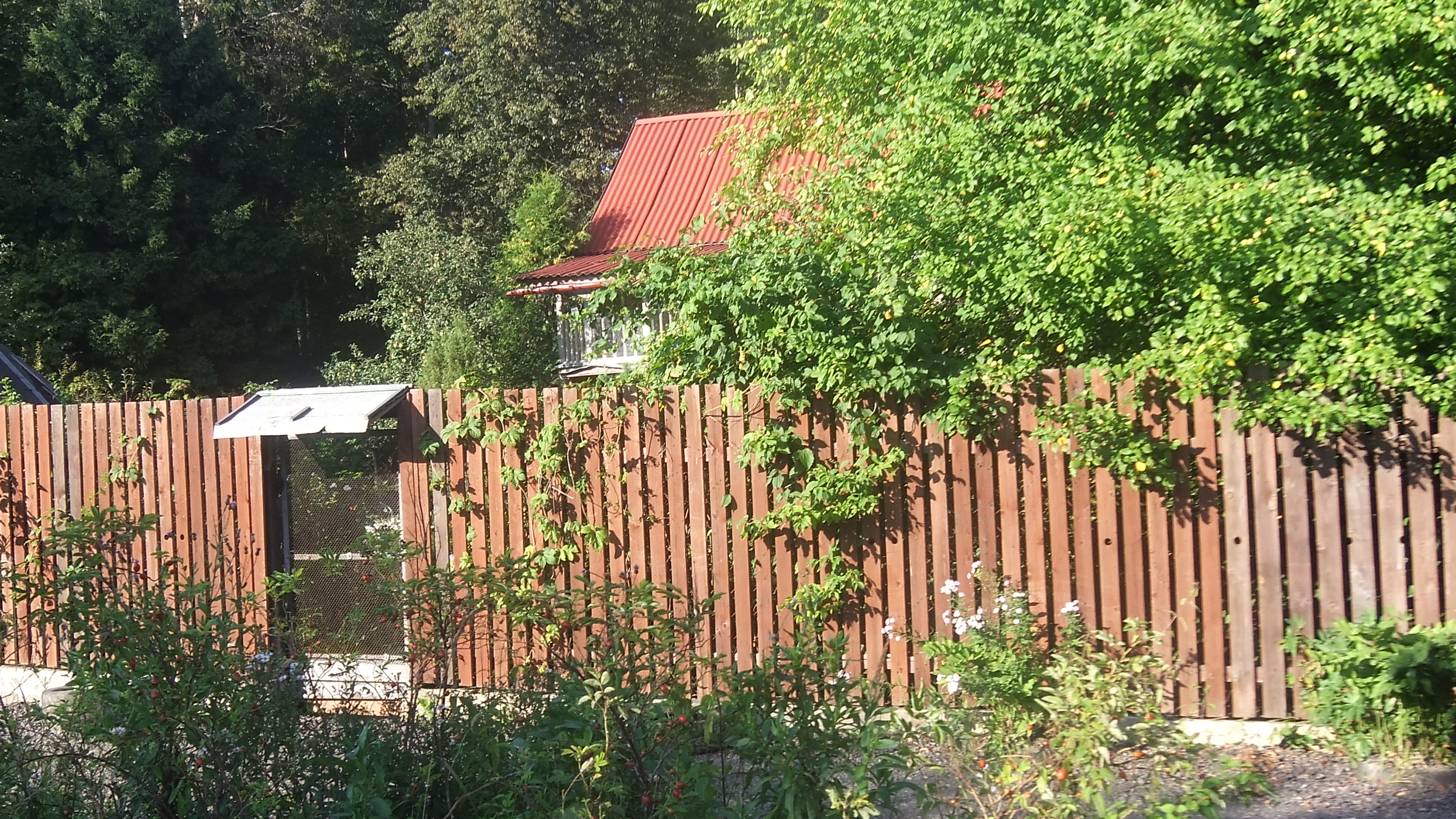
Дома в посёлке
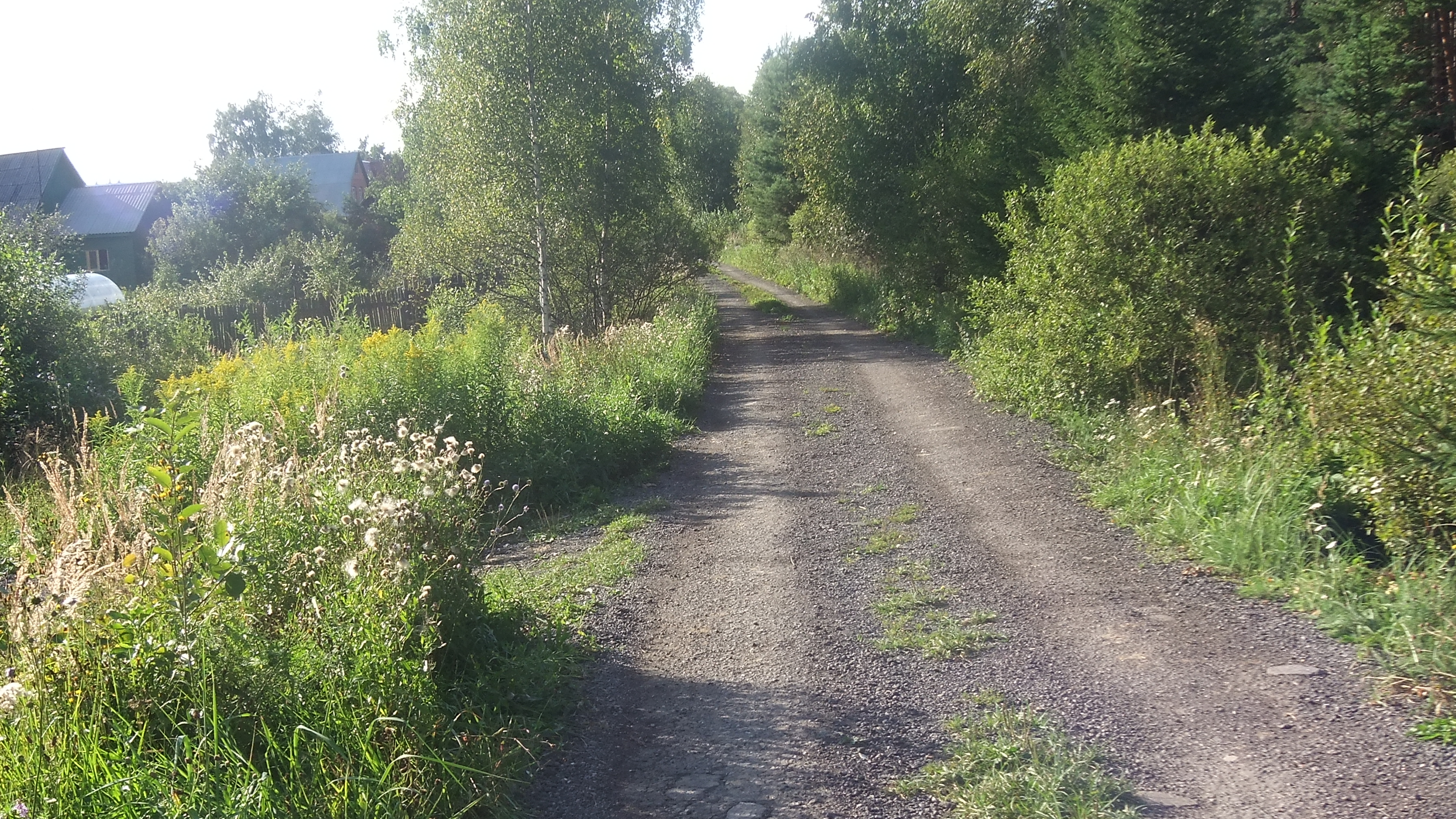
Щебневая дорога от Бекасово-1 при въезде в посёлок
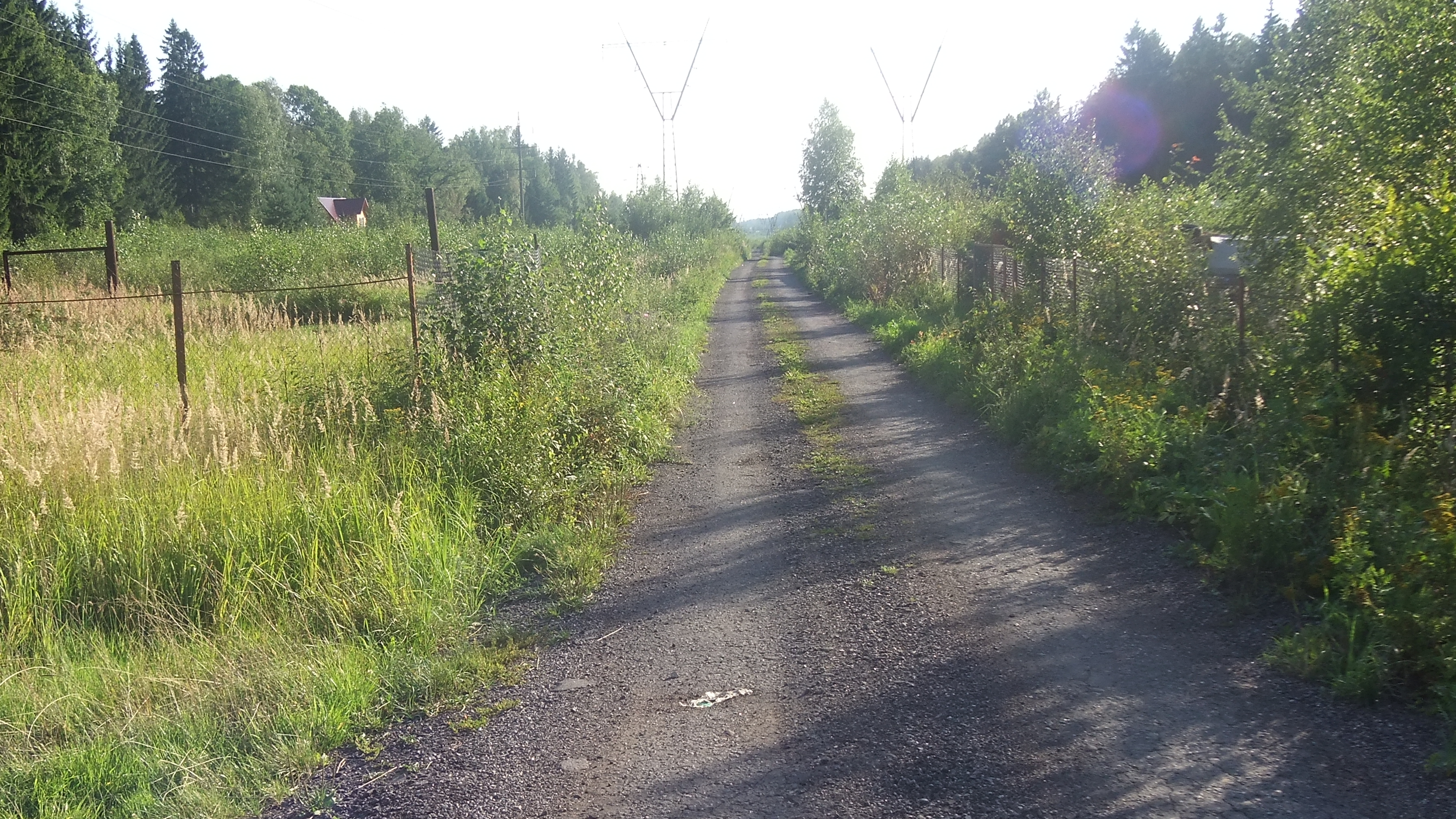
Щебневая дорога на просеке ЛЭП
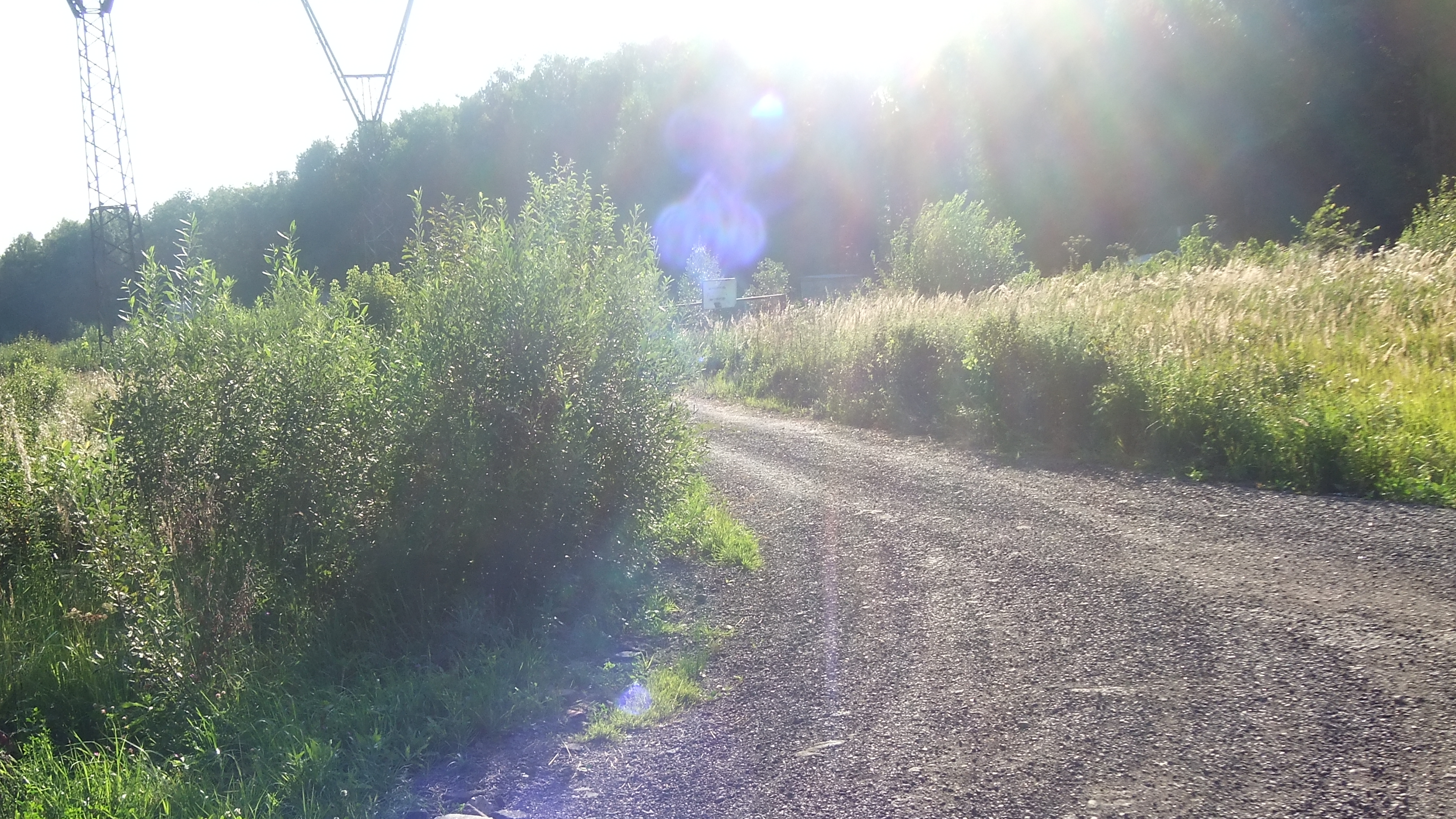
Поворот на дорогу к посёлку от асфальтовой дороги от Бекасово-1